# Derek Briggs
Derek Ernest Gilmor Briggs (* 1950) ist ein irischer Paläontologe, der sich vor allem mit Fossilien des Kambriums befasst.
Briggs studierte an der Universität Cambridge, wo er 1974 bis 1977 Research Fellow am Sidney Sussex College war und mit Harry Blackmore Whittington und Simon Conway Morris über die Fossilien der berühmten Fossilfundstätte des Burgess Shale aus dem Kambrium zusammenarbeitete. Heute gilt er als einer der führenden Spezialisten für diese.
1977 bis 1985 war er am Goldsmiths College der Universität London und 1985 bis 2002 Professor an der University of Bristol. 2001/2002 war er Gastprofessor an der University of Chicago. Er ist seit 2003 Professor an der Yale University, Direktor von dessen Yale Institute for Biospheric Studies (seit 2004) und Kurator für Paläontologie der Wirbellosen am Peabody Museum of Natural History der Universität Yale, dessen Direktor er seit 2008 war.
Er befasste sich auch experimentell mit Fossilisierungsvorgängen und den Erhaltungsbedingungen von Weichteilen. Mit Euan Clarkson und Richard Aldridge veröffentlichte er 1983 einen Aufsatz zur Identität des Conodonten-Tiers nach Weichteilfunden im Karbon bei Edinburgh.
Briggs ist Mitglied (Fellow) der Royal Society (1999) und seit 2003 Ehrenmitglied der Royal Irish Academy. 2001 gewann er die Boyle Medal der Royal Dublin Society, 2000 die Lyell-Medaille und den Premio Capo d´Orlando. 2003 wurde er Präsident der Paleontological Society, die ihm 2015 die Paleontological Society Medal verlieh. 2002 bis 2004 war er Präsident der Palaeontological Association, deren Lapworth Medal er 2019 erhielt. Er ist seit 2008 korrespondierendes Mitglied der Paläontologischen Gesellschaft, seit 2019 Mitglied der American Academy of Arts and Sciences.

## Schriften
- mit Peter Crowther (Herausgeber) Paleobiology II, Blackwell Publ. 2001
- mit Nicholas Barton, Jonathan Eisen, David Goldstein, Nipam Patel Evolution, Cold Spring Harbor Laboratory Press 2007
- mit D. H. Erwin, F. J. Collier The fossils of the Burgess Shale, Smithsonian Institution Press, Washington D. C. 1994
- mit C. Bartels, G. Brassel The fossils of the Hunsrück Slate, Cambridge University Press 1998 (Hunsrück-Schiefer des Devon)
- mit Peter Allison (Herausgeber) Taphonomy, Plenum Press 1991
- mit Keith Allen (Herausgeber) Evolution and the fossil record, Smithsonian Institution Press 1990